# Бърнард Луис
Бърнард Луис (на английски: Bernard Lewis) е британски и американски историк, ориенталист и османист от еврейски произход.
Консултирал научно редица държавни департаменти на САЩ по външнополитически въпроси свързани с Близкия Изток. Отрича арменския геноцид като политически синдром.